# Копальня Кведікабу
Копальня Кведікабу — гірничодобувне підприємство в Танзанії, приблизно за сто двадцять кілометрів на північний захід від Дар-ес-Саламу.
Урочисте відкриття графітової копальні Кведікабу потужністю 5000 тонн на місяць відбулося в березні 2024 року. Кінцевою продукцією при цьому виступає концентрат графітових пластівців із чистотою 97 %, що, зокрема, підходить для графітових елементів електричних батарей.
Проєкт реалізувала компанія God Mwanga Gems, яка також має в Танзанії графітову копальню Квамісісі.